# Antonio Ivančić
Antonio Ivančić (Zagabria, 25 maggio 1995) è un calciatore croato, centrocampista dello Zrinjski Mostar.

## Palmarès

### Club

#### Competizioni nazionali
- Druga hrvatska nogometna liga: 1

Rudeš: 2016-2017
- Coppa di Bosnia: 1

Zrinjski Mostar: 2023-2024
- Campionato bosniaco: 1

Zrinjski Mostar: 2024-2025